# 1698

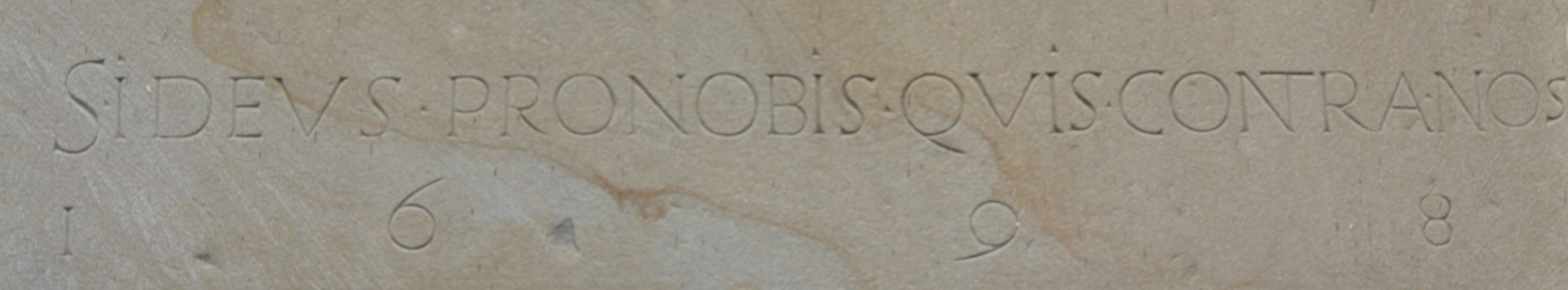
Llinda a l'església de Sant Salvador de Castellfollit de la Roca

## Esdeveniments
Països Catalans
- 11 d'octubre: Es signa el Tractat de la Haia entre el Regne d'Anglaterra i el Regne de França intent de resoldre el problema successori al tron espanyol que proposava com a hereu Josep Ferran de Baviera.
- Climent de Solanell i de Foix esdevé el cent quinzè President de la Generalitat de Catalunya.

Resta del món
- Octubre, Palau de Versalles: Elisabet Carlota d'Orleans i el duc Leopold I de Lorena contrauen matrimoni, la parella tingué tretze fills dels quals quatre arribaren a la vida adulta.
- Assam, Índia: Els reis ahom d'Assam traslladen la capital de Gargaon a Rangpur.

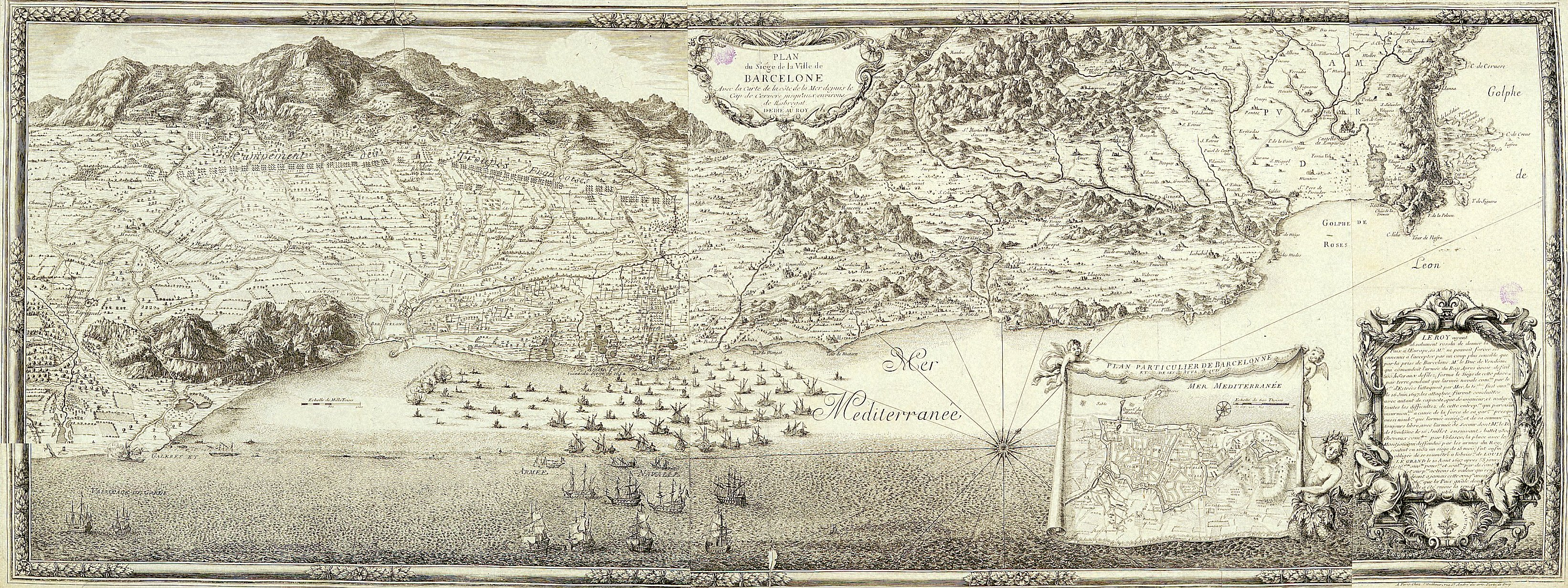
Mapa de la costa catalana centrat en Barcelona de 1698.

- És deposat el rei d'Imerècia Jordi V d'Imerècia

## Naixements

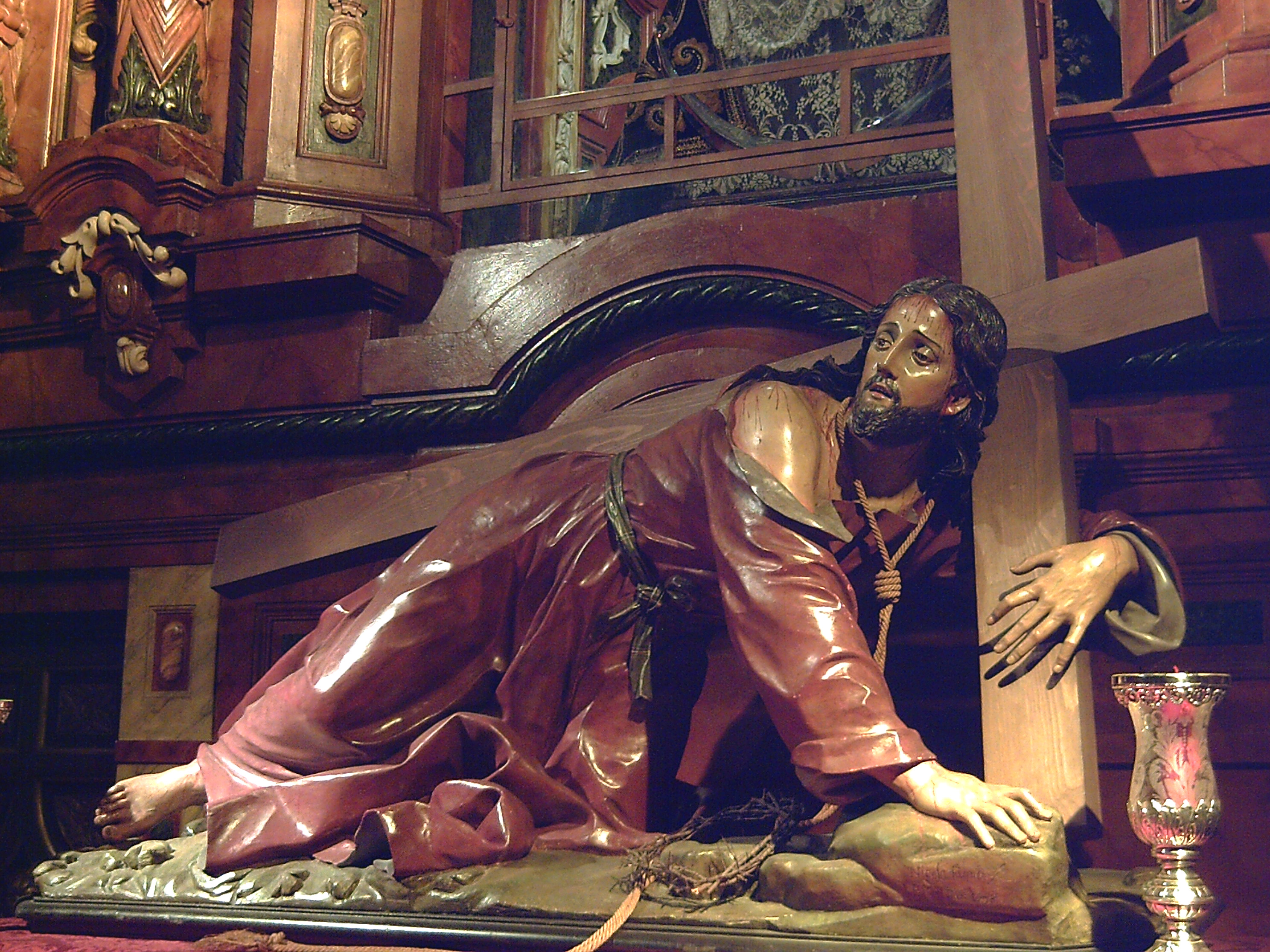
«Cristo caído con la cruz a cuestas» (1698), a l'Església de San Ginés de Madrid (Espanya). Obra de l'escultor italià Nicola Fumo (1645–1725)

- 3 de gener, Pietro Metastasio, escriptor i poeta en italià conegut pel gran nombre de llibrets que va escriure per a òperes.
- 11 de maig, Ivry-sur-Seine: Pierre Contant d'Ivry, arquitecte i decorador francès.
- 24 d'agost, Århus: Erik Pontoppidan, teòleg i ornitòleg danès.
- 14 de setembre, París: Charles François de Cisternay du Fay, químic francès conegut en electroestàtica per diferenciar entre una electricitat positiva i una altra de negativa.
- 26 de setembre: William Cavendish, tercer duc de Devonshire.
- 28 de novembre, Gävle, Suècia: Charlotta Frölich, escriptora, historiadora, agrònoma i poetessa sueca (m. 1770).[1]
- Santiago de Compostel·la: Diego Antonio Cernadas de Castro, escriptor en gallec i castellà i rector de Fruime.
- París: Jeanne Agnès Berthelot de Pléneuf, coneguda com a Marquesa de Prié, cortesana francesa.
- Milà, Ducat de Milà: Giacomo Ceruti, conegut com «Il Pitocchetto», pintor italià.
- Siracusa, Sicília: Rosario Gagliardi, arquitecte del barroc sicilià.
- Mòdena, Ducat de Mòdena Francesc III d'Este, membre de la Casa d'Este que fou duc de Mòdena (1737 i 1780).
- Sant'Angelo a Scala: Pietro Auletta, compositor italià.
- Acós, Bearn: Ciprian Desporrins, poeta bearnès, que fou parlamentari als estats de Bigorra.

## Necrològiques
Països Catalans
- 12 de març, València: Vicent Guilló Barceló, pintor del barroc valencià, germà d'Eugeni Guilló (n. 1647).

Resta del món
- 20 de desembre, Stuttgart: Frederic Carles de Wurttemberg-Winnental, fill del duc Eberhard VII i d'Anna Caterina de Salm-Kyrburg.
- Broich, 13 de novembre: Joan Carles August de Leiningen-Dagsburg-Falkenburg, fill de Jordi Guillem i d'Anna Elisabet de Daun-Falkenstein (1636-1685).
- Amsterdam: Gerrit Adriaenszoon Berckheyde, pintor neerlandès conegut pels seus paisatges urbans.